# Volo Aeroflot 141
Il volo Aeroflot 141 era un volo internazionale dall'aeroporto di Mosca-Šeremet'evo di Mosca all'aeroporto di Praga-Ruzyně di Praga in Cecoslovacchia. L'aereo, un Tupolev Tu-154 della compagnia aerea Aeroflot, effettuò un regolare volo passeggeri sulla rotta Mosca-Praga, ma all'atterraggio entrò in una picchiata improvvisa, schiantandosi al suolo. Delle 100 persone a bordo (87 passeggeri e 13 membri dell'equipaggio), 66 morirono e ne sopravvissero 34, delle quali 18 rimasero ferite. L'incidente costituì la prima perdita e il primo incidente mortale che coinvolse un Tu-154.
La commissione cecoslovacca non fu in grado di stabilire le cause del disastro, suggerendo solo che durante l'avvicinamento alla pista il Tupolev era finito inaspettatamente dentro una turbolenza, il che comportò una perdita di stabilità. La commissione sovietica giunse all'opinione che la causa del disastro fosse l'errore del comandante, che accidentalmente (a causa dell'imperfezione del sistema di controllo) cambiò l'angolo di inclinazione dello stabilizzatore durante l'atterraggio.

## L'aereo
Questo particolare Tu-154 (numero di registrazione CCCP-85023, di fabbrica 72A-023, seriale 0023) era stato prodotto a Kujbyšev dalla fabbrica del 6º ufficio principale del Ministero dell'industria aeronautica dell'URSS nel settembre 1972, quindi aveva un'età di soli 5 mesi circa. L'aereo era stato consegnato al cliente, il Ministero dell'aviazione civile dell'URSS (operando con il marchio Aeroflot), che (secondo alcune fonti) lo ricevette il 6 ottobre. Il 30 ottobre venne inserito nel registro degli aeromobili con il numero 10 135 e il numero di coda CCCP-85023, in merito al quale è stato rilasciato il certificato di volo n. 2806.
È stato utilizzato nella 207ª squadriglia volante come parte dello Stormo Šeremet'evo della Direzione centrale delle comunicazioni aeree internazionali (CUMVS). Per un breve periodo di funzionamento ci furono commenti individuali sul funzionamento delle apparecchiature e dei sistemi dell'aeromobile, ma vennero rapidamente ignorati, rendendo l'aereo di linea tecnicamente valido. Il giorno del disastro aveva completato 261 cicli di decollo-atterraggio e volato per 459,1 ore, di cui 4,1 ore dall'ultima riparazione. I suoi tre motori turboventola HK-8-2 prodotti dalla KMPO avevano i numeri di serie (da sinistra a destra) A8214044, A8214038 e A8214040, il tempo di funzionamento di ciascuno di essi il giorno del disastro era di circa 472,5 ore.

## L'equipaggio
L'aereo era pilotato da un equipaggio esperto. Di seguito:
- Comandante S. F. Černecov, 41 anni. Pilota di 1ª classe, aveva accumulato oltre 12.650 ore, 236 delle quali sul Tu-154 (comprese 48 ore notturne). Il giorno prima del volo a Praga aveva dormito 7 ore e 45 minuti.
- Primo ufficiale V.P. Beresnev, 44 anni. Pilota di 2ª classe, sul suo curriculum figuravano oltre 14.650 ore, 247 delle quali sul Tu-154 (comprese 53 ore notturne). Il giorno prima aveva dormito 9 ore.
- Navigatore V. E. Jurčenko, 47 anni. Navigatore di 1ª classe, contava oltre 4630 ore, 124 delle quali su Tu-154 (comprese 25 ore notturne). Il giorno prima aveva dormito 9 ore, come il copilota Beresnev.
- Ingegnere di volo V. M. Ščëgolev, 34 anni. Ingegnere di volo di 1ª classe, aveva volato per più di 3710 ore, 957 delle quali su Tu-154 (comprese 323 ore notturne). Il giorno prima aveva dormito 8 ore.
- Navigatore (ispettore) L. B. Uspenskij, 35 anni. Navigatore di 1ª classe, navigatore anziano di squadriglia, aveva accumulato più di 7280 ore, oltre 310 delle quali sul Tu-154 (incluse 60 ore notturne). Il giorno prima del disastro il volo da Roma sul quale era imbarcato durò 6 ore e 35 minuti, arrivò a Mosca alle 16:40 dopo aver riposato per un totale di 10 ore e 40 minuti.
- Ingegnere di volo-istruttore (controllo) - I. I. Motasov, 47 anni. Ingegnere di volo di 1ª classe, contava 9515 ore, 674 delle quali su Tu-154 (comprese 230 ore notturne). Il giorno prima il volo da Roma sul quale era imbarcato durò 6 ore e 35 minuti, arrivò a Mosca alle 16:40 dopo aver riposato per un totale di 8 ore.
- Istruttore-operatore radio D.I. Zjazin, 44 anni. Operatore radio di volo di 1ª classe, ha volato per 9987 ore, 602 delle quali su Tu-154 (comprese 156 ore notturne). Il giorno prima aveva dormito 8 ore.
- Operatore radio in formazione A. V. Žukov, 42 anni. Operatore radio di volo di 1ª classe, contava oltre 10.460 ore di volo, solo 2 delle quali sul Tu-154. Il giorno prima che del volo a Praga aveva dormito 8 ore.

Secondo i dati disponibili, tutti gli 8 membri dell'equipaggio di condotta avevano le qualifiche necessarie e certificati validi, e in passato non si sono verificati incidenti dovuti ad una loro colpa.

## Cronologia degli eventi

### Il volo verso Praga
Il volo 141 decollò alle 06:50 (09:50 MSK) il 19 febbraio dall'aeroporto di Sheremetyevo in direzione di Praga. In totale, c'erano 87 passeggeri a bordo (85 adulti, un bambino di 12 anni e un neonato), 13 membri dell'equipaggio, 1549 chilogrammi di bagagli (compreso il bagaglio a mano), 2223 chilogrammi di merci e 410 chilogrammi di posta. Lo stock di carburante nei serbatoi alla partenza era di circa 27.000 chilogrammi e il peso totale al decollo dell'aereo di linea era stimato in 86.316 chilogrammi, con un peso massimo consentito di 90.000 chilogrammi. Al momento dell'atterraggio, il carico di carburante per il volo era già di circa 12.000 chilogrammi, ovvero il peso all'atterraggio del volo 141 era già di circa 71.316 chilogrammi. L'allineamento del piano per il filtro fluttuava nell'intervallo del 19,3-22,0% MAR una volta installato per il Tu-154 varia dal 16,5 al 28,0% MAC, cioè era anche normale.
Il volo sopra l'Unione Sovietica ebbe luogo al livello di volo 330 echelon (10.000 metri). Una volta nei cieli della Polonia i piloti salirono a 350 echelon (10.650 metri). Dopo aver sorvolato Varsavia, ricevettero il permesso di scendere a 310 (9450 metri), e all'avvicinamento alla Cecoslovacchia 290 (8850 metri). Il confine polacco-cecoslovacco venne attraversato interamente a 220 (6.700 metri), e alle 08:54 il volo 141 riferì di aver superato Frýdlant (OKX) e discesero da 7.200 metri a 6.700 metri (FL220. In risposta, il controllo del traffico aereo di Praga ordinò di continuare la discesa fino a un'altitudine di 2440 metri in direzione di Radnice (RCE), e alle 08:56 di mantenere la direzione lungo la linea centrale del corridoio aereo. Alle 09:00 i piloti riferirono di stare sorvolando Radnice a quota 2440 metri, ricevendo le istruzioni per passare alla comunicazione con il controllore di avvicinamento alla frequenza di 121,4 MHz.

### L'avvicinamento
A quel tempo era presente un anticiclone sopra la Cecoslovacchia, accompagnato da condizioni meteorologiche relativamente buone senza turbolenze o ghiaccio, a parte qualche piccola nevicata occasionale.
Dopo essersi collegati con la torre di controllo di Praga i piloti ricevettero l'ordine di proseguire attraverso l'EHO fino all'intercettazione del radiofaro di avvicinamento, per poi scendere a 1200 metri con un rapporto sul passaggio di una quota di 1500 metri. Alle 09:02 il Tupolev segnalò il passaggio dai 1.500 metri con una rotta di 135°, per il quale fu dato l'ordine di passare alla comunicazione con il "Circolo di Praga". Dopo il passaggio a una nuova frequenza, il controllore del radar comunicò al volo 141 di continuare verso il radiofaro, informando i piloti che erano i primi in linea ad atterrare tramite l'avvicinamento ILS sulla pista 25 (l'attuale pista 24), nonché il permesso di scendere a 500 metri dalla pressione del campo d'aviazione  - 730,1 Tor. Alle 09:04 l'equipaggio ricevette il permesso di scendere a 350 metri a livello del campo d'aviazione seguito dall'avvertimento che avevano deviato di un paio di chilometri dalla rotta. Dopo 40 secondi, il controllo del traffico aereo comunicò al volo 141 che erano a 15 chilometri dall'aeroporto e stavano seguendo con esattezza la rotta per l'atterraggio, e alle 09:05 ordinò di passare alla comunicazione con il controllore addetto ai decolli e agli atterraggi ("Torre di Praga").

### Il disastro
Essendo a 7 chilometri dall'aeroporto, l'equipaggio passò alla comunicazione con "Torre di Praga" e annunciò l'avvicinamento all'aeroporto con l'intenzione di atterrare secondo le regole del volo a vista. Per questo motivo il controllore loro assegnato diede il permesso di atterrare sulla pista 25, segnalando anche un vento al suolo di 250° 4 m/s. (secondo la strumentazione di cui disponeva). Alle 09:06 l'equipaggio chiese e ricevette le informazioni sul coefficiente di frenata, che era "5", nonché un'autorizzazione al rientro. Alle 09:06:30 l'equipaggio confermò di aver ricevuto, il suo ultimo messaggio noto.
L'aereo stava seguendo con esattezza il percorso di planata, quando nella zona in prossimità del radiofaro di guida Libots (L), abbassò improvvisamente il muso e ad un angolo di 4,62° rispetto al percorso di planata iniziò a scendere rapidamente. Senza capire nulla, i piloti aumentarono il regime dei motori e iniziarono a tirare la cloche "verso sé stessi", cercando così di alzare il muso e portare l'aereo fuori dalla discesa, ma questi accorgimenti non ebbero l'effetto sperato. Il volo SU-141 riuscì a sorvolare la superstrada R7, dopo di che, a circa 60 metri dietro la pista 25 e a 467 metri dalla fine di essa, con una leggera inclinazione a destra, atterrando proprio sul montante del carrello di atterraggio principale destro sul terreno ghiacciato. L'atterraggio fu molto brusco e il carrello crollò per l'impatto, dopodiché, a una distanza di 320 metri dall'estremità della pista, il resto del Tupolev cadde al suolo con il muso della cabina di pilotaggio e l'ala destra che impattarono per primi. Ad una distanza di 257 metri dalla fine della pista, l'ala si staccò, lasciando fuoriuscire il carburante dai serbatoi rotti. Quest'ultimo si incendiò all'istante, iniziando a divampare. Nel frattempo, la fusoliera, precipitando a terra, cominciò a ruotare verso destra, ribaltandosi "sul dorso", strappando così il motore destro e poi la coda. Infine, a 50 metri dalla fine della pista 25 e a 75 metri a destra dell'estensione del suo asse, il volo Aeroflot 141, con l'ala sinistra superstite, si fermò, dopodiché il fuoco che si propagò distrusse rapidamente e completamente il velivolo.
Secondo il servizio meteorologico dell'aeroporto in quel momento si era verificata una leggera nevicata, il cielo era parzialmente nuvoloso con un limite inferiore di 1200 metri e con schiarite a quota 2400 metri, vento 260 6-8 m/s, a volte in aumento a 11 m/s, mentre la temperatura dell'aria toccava i 0 °C. La visibilità era stimata sui 5 chilometri.

### Operazioni di salvataggio
Lo schianto avvenne alle 09:07 (10:07 ora locale) e dopo 10 secondi i vigili del fuoco diedero l'allarme. Dopo altri 10 secondi lo fece anche il supervisore della torre di controllo. I camion dei pompieri erano a 1,5 chilometri dal luogo dello schianto. Per arrivare impiegarono 90 secondi, e a quel punto l'incendio aveva già coperto la parte posteriore della fusoliera, mentre la parte della sezione centrale e i finestrini nella parte posteriore cominciarono ad esplodere a causa della temperatura elevatissima. In tali condizioni i vigili del fuoco concentrarono i loro sforzi per salvare le persone nella parte anteriore della cabina, poiché potevano esserci ancora dei sopravvissuti all'interno. Entro tre o quattro minuti, 34 persone riuscirono a fuggire, quando alle 09:14 un incendio che si è propagato sul lato sinistro inghiottì l'intera cabina, mentre le bombole di aria compressa nella parte anteriore iniziarono ad esplodere, quindi non fu più possibile proseguire con le operazioni di soccorso. Alle 09:17 i vigili del fuoco in città vennero chiamati per aiutare a spegnere l'incendio, arrivando sul posto alle 09:20, anche se il fuoco continuava ad essere alimentato dal carburante che scorreva dai serbatoi distrutti. Alle 09:45 si riuscì finalmente ad estinguere completamente l'incendio.
Come risultato del disastro, 62 passeggeri e 4 assistenti di volo persero la vita, in totale 66 persone, con 53 morti trovati all'interno dell'aereo e 13 all'esterno. Secondo l'esame patologico, 51 persone erano morte per ustioni e 15 per lesioni multiple. Secondo i dati disponibili, dei 62 passeggeri uccisi 37 erano cittadini sovietici, 17 erano cecoslovacchi, 5 cubani, nonché altri tre individui provenienti rispettivamente uno dalla Polonia, uno dalla Romania e l'ultimo dalla Germania Est. 25 passeggeri e 9 membri dell'equipaggio riuscirono a sopravvivere, mentre 15 passeggeri e 3 membri dell'equipaggio riportarono delle ferite, in totale 18 persone. Le restanti 16 persone erano relativamente illese.
Lo schianto del volo 141 fu il primo incidente nella storia del Tupolev Tu-154. Anche all'epoca dei fatti, in termini di numero di vittime (66 morti), questo disastro era al secondo posto in Cecoslovacchia (dopo il disastro dell'Il-18 vicino a Bratislava, con 82 morti).

## Passeggeri famosi
- Aleksej Aleksandrovič Minc era un geografo economico sovietico.
- La squadra giovanile di pallacanestro femminile dell'URSS. Insieme ai giocatori di basket, anche i loro allenatori Boris Vasil'evič Fedotov e Genina Petrovna Sviderskaite rimasero uccisi.
- Maja Gol'denberg, moglie del pilota ed Eroe dell'Unione Sovietica Heinrich Hoffman e madre del poeta Viktor Hoffmann.
- Arciprete Pavel Sokolovskij, impiegato del Dipartimento per le relazioni ecclesiastiche esterne del Patriarcato di Mosca, rettore della Chiesa della Resurrezione di Cristo a Sokolniki.
- Secondo il calciatore Evgenij Lovčev, Muslim Magomaev, che aveva fatto il check-in per salire sul volo, all'ultimo momento rimase a terra.

## Le indagini

### Conclusioni della Commissione cecoslovacca
Dopo aver analizzato la situazione, gli investigatori cecoslovacchi trassero le seguenti conclusioni:
1. L'addestramento pre-volo dell'aeromobile e dell'equipaggio è stato svolto secondo le regole stabilite. L'aereo era tecnicamente in buone condizioni, il volo è avvenuto lungo la rotta impostata e ad altitudini prestabilite fino al radiofaro di localizzazione Libots (L). Durante tutto il volo l'equipaggio non ha segnalato problemi o difficoltà.
2. Tutti i membri dell'equipaggio avevano le licenze e le qualifiche necessarie e la loro salute è stata valutata come buona.
3. L'aereo aveva un certificato di aeronavigabilità valido ed è stato sottoposto a manutenzione in conformità con le istruzioni e i manuali attuali. Durante l'intero periodo di funzionamento, il suo design non è cambiato e tutti i guasti rilevati sono stati prontamente eliminati.
4. Durante il decollo e l'atterraggio, il peso e l'equilibrio dell'aereo di linea non sono andati oltre i limiti prestabiliti.
5. Il carburante utilizzato era conforme ai requisiti.
6. Nessun evento meteorologico pericoloso è stato previsto o segnalato all'equipaggio durante il volo e durante l'atterraggio. Prima della discesa, il Tupolev volò in condizioni meteorologiche normali. Allo stesso tempo, nello strato superficiale ad un'altitudine fino a 100 metri dal suolo, non è esclusa la probabilità di una turbolenza proprio durante l'atterraggio.
7. Le apparecchiature di radionavigazione sulla rotta di volo e in aeroporto funzionavano normalmente.
8. La comunicazione radio tra l'aereo e il controllo del traffico aereo era normale.
9. Non si sono verificati malfunzionamenti delle apparecchiature radio dell'aeroporto durante il turno dell'Aeroflot 141 e durante il suo avvicinamento.
10. I registratori di volo funzionavano e subito dopo il disastro sono stati inviati per essere esaminati dagli esperti.
11. Non vi è stata alcuna violazione dell'integrità strutturale dell'aeromobile prima della sua collisione con il suolo. I detriti si sono sparsi a una distanza non superiore a 320 metri dall'estremità della pista.
12. Il fuoco è divampato immediatamente, non appena il pannello dell'ala destra ha toccato il suolo, dopodiché ha iniziato a diffondersi rapidamente. Quando l'aereo si capovolse, il carburante iniziò ad entrare nella fusoliera, alimentando le fiamme all'interno e all'esterno della fusoliera. Le operazioni di soccorso e antincendio sono iniziate entro due minuti dal disastro.
13. L'aereo si distrusse completamente nello schianto.
14. Anche le luci di avvicinamento della pista 25 si sono danneggiate.
15. L'incidente ha ucciso 66 persone, 18 sono rimaste ferite e 16 rimaste illese. Con l'eccezione dei quattro assistenti di volo persi, una buona parte dell'equipaggio è sopravvissuta all'incidente.
16. Durante le operazioni di soccorso, 34 persone sono riuscite a scendere dall'aereo in fiamme. Secondo la testimonianza dei passeggeri sopravvissuti le operazioni di soccorso ed evacuazione sono state notevolmente complicate dalla progettazione e costruzione delle fibbie delle cinture di sicurezza.

In connessione con la completa distruzione dell'aereo in una collisione con il suolo e il conseguente incendio, una commissione del Ministero dei Trasporti della Cecoslovacchia giunse alla conclusione di non poter determinare con precisione la causa del disastro. Esiste solo la possibilità che durante l'avvicinamento all'atterraggio il Tu-154 abbia incontrato una turbolenza inaspettata finendo sotto l'influenza di un wind shear.

### Conclusioni della Commissione sovietica
Gli investigatori sovietici criticarono il lavoro della 207ª squadriglia volante, la cui leadership organizzò il volo con gravi violazioni, tra cui:
- Il comandante della squadriglia di volo P. N. Karter'ev e il comandante ad interim della squadriglia dell'aviazione K.F. Čanov furono sostituiti prima del volo del navigatore e dell'ingegnere di volo, sebbene non vi fosse motivo, violando così l'ordine del Ministero dell'aviazione civile n. 275-70.
- L'assegnazione di volo includeva due ispettori e un tirocinante, violando il paragrafo 4.1.12 del manuale delle operazioni di volo GA-71 (NPP). Di conseguenza si è verificata questa situazione: quando c'erano più ispettori nella cabina di pilotaggio contemporaneamente l'interazione tra i piloti si complicava e portò anche al fatto che il lavoro dell'equipaggio è stato interrotto durante l'importante fase dell'atterraggio.

Come causa del disastro gli investigatori richiamarono l'errore del comandante Černecov, che a bassa quota spostò lo stabilizzatore dalla posizione di atterraggio alla posizione di volo. Avendo deviato dai requisiti del Manuale delle operazioni di volo e non avendo assicurato la configurazione di atterraggio del suo aereo in tempo, il comandante, con le sue azioni, perse tempo, il che a sua volta contribuì in modo significativo a ulteriori azioni errate per controllare lo stabilizzatore e creare un'emergenza. Il design stesso dell'interruttore di controllo dello stabilizzatore induceva a commettere un errore del genere e quindi, impercettibilmente per l'equipaggio, lo stabilizzatore cambiò il suo angolo da -5,5° a 0°. Ma in posizione di atterraggio lo stabilizzatore cercò di sollevare il muso dell'aereo, compensando il significativo abbassamento nella direzione opposta, creato dalla configurazione dell'ala di atterraggio, e viceversa cercò di abbassare il muso. Spostare lo stabilizzatore in posizione di volo ha portato al fatto che il momento di beccheggio è stato rimosso, dopodiché il momento di immersione ha iniziato ad abbassare il muso. I tentativi dell'equipaggio di correggere la situazione girando la rotella di controllo si sono rivelati inefficaci a causa della piccola area degli stabilizzatori.

## Conseguenze
Durante le indagini i voli di tutti i Tu-154 vennero temporaneamente sospesi. Presto il design dell'aereo fu migliorato, comprese le uscite di emergenza, maggiore potenza nei motori e venne anche cambiato il sistema di controllo. Successivamente lo stabilimento di Kujbyšev iniziò a produrre il modello Tu-154 "A" e poi "B".